# (10963) van der Brugge
(10963) van der Brugge (2088 T-1) – planetoida z grupy pasa głównego asteroid okrążająca Słońce w ciągu 5,46 lat w średniej odległości 3,1 j.a. Odkryta 25 marca 1971 roku.